# Dudley Pound
Dudley Pound, né le 29 août 1877 à Ventnor (île de Wight) et mort le 21 octobre 1943 au Royal Masonic Hospital (Hammersmith), est un officier de marine britannique. Il a servi comme First Sea Lord de juin 1939 à septembre 1943.

## Jeunesse
Dudley Pound est né sur l'île de Wight le 29 août 1877. Son père est enseignant-barrister au Eton College. Sa mère est une américaine de Boston.

## Carrière navale
Pound entre dans la Royal navy en 1891 comme cadet. Il monte en grade rapidement et en 1916 reçoit le commandement du cuirassé HMS Colossus (en). Il sert notamment lors de la bataille du Jutland avec des succès notables, coulant deux croiseurs allemands, deux destroyers et esquivant cinq torpilles.

### L'entre-deux-guerres
Pound est affecté à la planification navale après la guerre, il devient directeur de la division de la planification en 1922. Pendant que Roger John Brownlow Keyes est commandant en chef de la flotte de la Méditerranée dans les années 1920, Pound est son chef de cabinet. Pound devient commandant de l'escadre de cuirassés en 1929 et Second Sea Lord en 1932. Il devient chef d'état-major de la Flotte de la Méditerranée en 1935 puis commandant en chef en 1936 jusqu'en 1939.

### First Sea Lord
Le 31 juillet 1939, Dudley Pound est nommé First Sea Lord. Sa santé est préoccupante même lors de cette nomination. Néanmoins d'autres amiraux aussi expérimentés pour ce poste ont aussi une santé fragile. Un médecin de la marine est au courant d'une tumeur au cerveau naissante, mais n'en informe pas l'Amirauté. Pound souffre également d'une dégénérescence de la hanche, lui causant des troubles du sommeil, provoquant des somnolences lors de réunions.
À partir de ce moment, les opinions au sujet de Pound sont partagées. Ses adjoints à l'Amirauté trouvent aisé de travailler avec lui. Cependant, des amiraux et des commandants à la mer l'accusent de « conduire depuis le siège arrière » et de diverses erreurs. Il connaît aussi de graves affrontements avec les commandants successifs de la Home Fleet (les amiraux Charles Forbes et John Tovey). Winston Churchill, avec qui il travaille à partir de septembre 1939, le trouve assez facile à dominer. Toutefois, il est décrit comme un « vieux blaireau rusé » pour avoir utilisé la ruse afin de déjouer l'idée dramatique de Churchill d'envoyer une flotte de guerre en mer Baltique au début de la guerre.
Peut-être la plus grande réussite de Pound est-elle sa campagne victorieuse contre les U-Boote allemand et le gain de la bataille de l'Atlantique. Sa décision la plus critiquée est celle ordonnant la dispersion dans l'Arctique du convoi PQ 17.
En juillet 1943, l'épouse de Pound décède ; à cette époque il est clair que sa santé décline. Après avoir subi deux attaques, il démissionne formellement le 5 octobre 1943.
Pound reçoit l'ordre du Mérite le 3 septembre 1943, le jour du quatrième anniversaire du déclenchement de la guerre.
Il décède le 21 octobre 1943. Après des funérailles à l'Abbaye de Westminster, ses cendres et celles de son épouse sont dispersées en mer.

### Sources
- (en) Cet article est partiellement ou en totalité issu de l’article de Wikipédia en anglais intitulé « Dudley Pound » (voir la liste des auteurs).